# Мішелл Джексон-Нобреґа
Мішелл Джексон-Нобреґа (англ. Michelle Jackson-Nobrega; нар. 28 грудня 1973) — колишня американська тенісистка.
Найвищу одиночну позицію світового рейтингу — 108 місце досягла 13 березня, 1995, парну — 107 місце — 24 жовтня, 1994 року.
Здобула 2 одиночні та 3 парні титули.

## Фінали ITF
| Турніри $50,000 |
| Турніри $25,000 |
| Турніри $10,000 |

### Одиночний розряд: 3 (2–1)
| Результат | Ранг | Дата           | Турнір                          | Покриття | Суперниця            | Рахунок  |
| --------- | ---- | -------------- | ------------------------------- | -------- | -------------------- | -------- |
| Перемога  | 1.   | 25 травня 1992 | Орландо, США                    | Ґрунт    | Тамі Вітлінгер-Джонс | 6–3, 6–1 |
| Поразка   | 1.   | 8 травня 1994  | Сан-Луїс-Потосі (штат), Мексика | Тверде   | Маріан де Свардт     | 3–6, 6–7 |
| Перемога  | 2.   | 3 жовтня 1994  | Ранчо-Міраж (Каліфорнія), США   | Тверде   | Стефані Ріс          | 6–0, 6–3 |

### Парний розряд: 5 (3–2)
| Результат | Ранг | Дата           | Турнір                          | Покриття | Партнерка                     | Суперниці                      | Рахунок          |
| --------- | ---- | -------------- | ------------------------------- | -------- | ----------------------------- | ------------------------------ | ---------------- |
| Перемога  | 1.   | 25 травня 1992 | Орландо, США                    | Ґрунт    | Тріша Ло                      | Марія Венто-Кабчі Сандра Качіч | 6–3, 2–6, 6–4    |
| Поразка   | 1.   | 15 червня 1992 | Сент-Саймонс (Джорджія), США    | Ґрунт    | Сандра Качіч                  | Алісія Мей Стефані Ріс         | 3–6, 6–7(2)      |
| Перемога  | 2.   | 10 січня 1994  | Мішен (Техас), США              | Тверде   | Елені Россайдс                | Джекі Мо Келлі Пейс-Вілсон     | 6–4, 1–6, 6–4    |
| Поразка   | 2.   | 8 травня 1994  | Сан-Луїс-Потосі (штат), Мексика | Тверде   | Катажина Теодорович-Лісовська | Лізель Губер Маріан де Свардт  | 6–4, 3–6, 4–6    |
| Перемога  | 3.   | 11 липня 1994  | Евансвілл (Індіана), США        | Тверде   | Шеннен Маккарті               | Морін Дрейк Мелані Бернард     | 4–6, 7–6(4), 6–3 |